# 184
184（百八十四、ひゃくはちじゅうよん）は自然数、また整数において、183の次で185の前の数である。

## 性質
- 184は合成数であり、約数は 1, 2, 4, 8, 23, 46, 92, 184 である。
  - 約数の和は360。
  - 約数の和の平均が整数になる6番目の数である。1つ前は132、次は204。
- 1/184 = 0.0054347826086956521739130… (下線部は循環節で長さは22)
  - 逆数が循環小数になる数で循環節が22になる8番目の数である。1つ前は138、次は207。
- 1842 + 1 = 33857 であり、n2 + 1 の形で素数を生む34番目の数である。1つ前は180、次は204。
- 各位の和が13になる12番目の数である。1つ前は175、次は193。
- 各位の平方和が平方数になる26番目の数である。1つ前は148、次は200。(オンライン整数列大辞典の数列 A175396)
- 184 = 22 + 62 + 122
  - 3つの平方数の和1通りで表せる64番目の数である。1つ前は180、次は190。(オンライン整数列大辞典の数列 A025321)
  - 異なる3つの平方数の和1通りで表せる57番目の数である。1つ前は180、次は190。(オンライン整数列大辞典の数列 A025339)
- 184 = 23 × 23
  - p3 × q の形で表せる10番目の数である。1つ前は152、次は189。(オンライン整数列大辞典の数列 A065036)

## その他 184 に関連すること
- 西暦184年
- 国道184号
- 年始から数えて184日目は7月3日、閏年は7月2日。
- 日本の電話（固定電話・携帯電話等）における、発信者番号通知拒否（非通知）の特定用途番号（1XY特番）。回線の契約状態・設定等にかかわらず、当該通話に限り電話番号を通知させたくないときに用いられる。「（番号を通知するのは）イヤよ」の語呂合わせからこの特番が設定された。使い方は、掛ける先の電話番号の前につけて使用する。（例：184-03-XXXX-XXXX）なお、逆に電話番号を通知させたいときには「186」を用いる。
- 核物理学では 184 は魔法数と考えられている。
- 第184代ローマ教皇はグレゴリウス10世（在位：1271年9月1日～1276年1月10日）である。
- 第184回国会は、2013年8月に開催された臨時国会。
- ルール184は1次元セル・オートマトンのルールの一種。
- UFC 184
- USA-184